# Bekenntnis (Kurzgeschichte)
Bekenntnis (chinesisch 我證 / 我证, Pinyin Wǒ zhèng) ist eine Science-Fiction-Kurzgeschichte des chinesischen Schriftstellers Wang Jinkang, zuerst veröffentlicht im März 2003. Eine deutsche Übersetzung von Karin Betz erschien am 14. September 2020 in der Anthologie Quantenträume, herausgegeben vom Heyne Verlag.

## Handlung
Nach einem Autounfall erwacht der Ehemann Cheng Meng verletzt in einer Klinik und erfährt, dass seine Ehefrau Xiao Man bei dem Autounfall verstorben ist. Unmittelbar vor ihrem Tod wurde ein „Lebendscan“ durchgeführt, mit dem mit neuster Technologie ein genaues Replikat (eine Kombination aus Klon und Android) von Xiao Man mit all ihren Erinnerungen erstellt werden konnte. Cheng Ming ist sich unsicher, ob er die neue Xiao Man statt der echten Xiao Man akzeptieren kann (vergleiche mit dem Schiff von Theseus) und fragt den verantwortlichen Professor Shi, weshalb dieser ihn überhaupt eingeweiht hat. Professor Shi klärt ihn über die psychologischen Hürden auf, denen sich beide stellen müssen. Für Cheng Meng ist dies lediglich Akzeptanz (weshalb ihm von der Betrachtung der Leiche der echten Xiao Man zunächst abgeraten wird), aber die neue Xiao Man könnte durch fehlerhafte Eingliederung in die Welt schwer depressiv werden und sogar Suizid begehen, weshalb seine Mithilfe dringend notwendig ist. In einer abgelegenen Villa finden die beiden langsam in ihr gewohntes Leben zurück. Cheng Meng telefoniert währenddessen oft mit Professor Shi und gibt ihm Updates über ihre Situation. Als Xiao Man schwanger wird und völlig gesunde Zwillinge zurück in der Klinik bekommen, nimmt Cheng Meng geistig Abschied von den Überresten seiner Frau und versichert Professor Shi, dass die neue Xiao Man nun die einzige Frau für ihn ist. Er will ihr aber die Wahrheit nicht vorenthalten und Professor Shi hält den richtigen Zeitpunkt ebenso für gekommen. Gemeinsam gehen sie in die Leichenhalle der Klinik, dort befindet sich jedoch die Leiche des echten Cheng Meng. Professor Shi enthüllt dem lebenden Cheng Meng, dass dieser in Wahrheit das Replikat war und zudem das erste erfolgreiche der Geschichte. Xiao Man nimmt Abschied von den Überresten ihres Mannes und versichert Cheng Meng, dass er nun der einzige Mann für sie ist. Gemeinsam treten sie nach draußen und wollen glücklich ihr neues Leben beginnen.